# Taikosama
Taikosama est le nom d'un dirigeant japonais de la fin du XVIe siècle et du début du XVIIe siècle qui apparaît dans les sources occidentales de l'époque. Selon ces sources, Taikosama aurait accédé au shogunat en 1585. Il est même qualifié quelquefois d'empereur.
Ce nom n'a pas d'exacte correspondance dans l'histoire japonaise. Il pourrait s'agir de Hideyoshi Toyotomi, « Shogun de transition » de 1582 à 1598. En effet, en 1592, Hideyoshi Toyotomi prit le titre de taikō, titre honorifique donné à un régent impérial (kampaku) en semi-retraite, qui exerce toujours la tutelle de son successeur.
Il pourrait également s'agir de Tokugawa Ieyasu, qui devint shogun en 1603, après une longue vacance de cette charge.